# Grinderswitch
Grinderswitch war eine amerikanische Southern-Rock-Band. Sie nahmen einige Alben für Capricorn Records in den 1970er Jahren auf, erreichten aber nie dieselbe Reputation wie andere Künstler des Labels, wie etwa The Allman Brothers Band und die Marshall Tucker Band. Sie nahmen auch für Atlantic auf. In Großbritannien sind sie wahrscheinlich am besten bekannt für ihr Lied „Pickin’ the Blues“, das viele Jahre lang vom DJ John Peel als Titelmusik für seine BBC-Radiosendungen verwendet wurde.

## Geschichte
Der Kern der Band bestand die meiste Zeit ihrer Dauer aus Paul Hornsby (Keyboards), Dru Lombar (Lead-Gitarre, Gesang), Joe Dan Petty (Bass, Backgroundgesang), Rick Burnett (Schlagzeug) und Larry Howard (Gitarre, Backgroundgesang). Die Besetzung für ihr erstes Album wurde durch Dickey Betts (Gitarre) und Jai Johanny Johanson (Congas) verstärkt.
2005 brachte Dru Lombar mit neuer Besetzung ein neues Grinderswitch-Album heraus: Ghost Train From Georgia.

## Diskografie
- 1974: Honest to Goodness
- 1975: Macon Tracks
- 1976: Pullin' Together
- 1977: Redwing
- 1980: Right On Time
- 1981: Have Band, Will Travel
- 2005: Ghost Train From Georgia